# Август Шмідтгубер
Август Шмідтгубер (нім. August Schmidhuber; 8 травня 1901, Аугсбург — 19 лютого 1947, Белград) — німецький офіцер, оберфельдфебель рейхсверу (1 листопада 1926), обершарфюрер СА (16 липня 1934) бригадефюрер СС і генерал-майор військ СС (30 січня 1945).

## Біографія
5 травня 1919 року вступив на службу в 42-й стрілецький полк. У травні-червні 1919 року — член Добровольчого корпусу Еппа. 4 травня 1931 року вийшов у відставку. Брав активну участь в діяльності СА, заступник керівника групи СА «Гохланд». З жовтня 1934 року — начальник училища СА. 14 травня 1935 року вступив в СС (посвідчення № 266 450) і частини посилення СС, командир 7-ї роти 1-го штандарта СС, з березня 1936 року — 1-ї роти штандарта СС «Германія». У листопаді 1937 року призначений начальником унтер-офіцерського училища СС.
З травня 1939 року — командир 1-го штурмбанна штандарта СС «Германія», потім 2-го батальйону 11-го піхотного полку СС. В 1941-42 роках служив у складі дивізії СС «Дас Райх», з 14 жовтня 1941 року —  командир 11-го піхотного полку СС. У квітні 1942 року переведений в добровольчу дивізію СС «Принц Ойген»: командир 2-го гірськострілецького полку СС, в листопаді-грудні 1943 року — заступник командира дивізії. З 1 травня 1944 року — командир 21-ї добровольчої гірськострілецької дивізії СС «Скандербег» (албанська № 1), з 20 січня 1945 року — 7-ї добровольчої гірськострілецької дивізії СС «Принц Ойген». 8 травня 1945 року залишки дивізії, яка зазнала величезних втрат, здалися в Словенії радянським військам. Був переданий югославській владі. На процесі Військового трибуналу визнаний винним в масових розстрілах та інших воєнних злочинах і 16 лютого 1947 року засуджений до смертної кари. Повішений.

## Нагороди
- Німецький кінний знак в бронзі
- Йольський свічник (16 грудня 1935)
- Німецька імперська відзнака за фізичну підготовку в сріблі (1936)
- Спортивний знак СА в золоті (1936)
- Почесна шпага рейхсфюрера СС (1 грудня 1937)
- Медаль «У пам'ять 13 березня 1938 року»
- Залізний хрест
  - 2-го класу (4 жовтня 1939)
  - 1-го класу (11 листопада 1939)
- Штурмовий піхотний знак в бронзі
- Медаль «За зимову кампанію на Сході 1941/42» (1942)
- Пам'ятна військова відзнака (Хорватія) із застібкою
- Німецький хрест в золоті (3 серпня 1943)
- Військовий орден Залізного трилисника 2-го класу (Незалежна Держава Хорватія; 8 жовтня 1943)
- Орден Корони короля Звоніміра 1-го класу з дубовим листям і зіркою, а також з присвоєнням титулу «Витязь» (Незалежна Держава Хорватія; 15 серпня 1944)
- Кільце «Мертва голова» (9 листопада 1944)